# Draba sikkimensis
Draba sikkimensis là một loài thực vật có hoa trong họ Cải. Loài này được (Hook.f. & T.Anderson) Pohle mô tả khoa học đầu tiên năm 1925.